# Сколок
Сколок — посёлок в Аркадакском районе Саратовской области. Посёлок входит в состав Большежуравского сельского поселения. 

## География
Расположен на левом берегу Хопра. Ближайшие населённые пункты — деревня Подрезенка и село Большая Журавка.

## Население
| 2010 |
| ---- |
| 1    |

## История
В 1960—1970-х годах посёлок Сколок входил в состав Подгоренского сельсовета с центром в селе Подгорное. По данным 1976 года, в посёлке проживало около 320 человек.